# (3862) Agekian
(3862) Agekian est un astéroïde de la ceinture principale.

## Description
(3862) Agekian est un astéroïde de la ceinture principale. Il fut découvert le 18 mai 1972 à Naoutchnyï par Tamara Smirnova. Il présente une orbite caractérisée par un demi-grand axe de 2,54 UA, une excentricité de 0,25 et une inclinaison de 9,0° par rapport à l'écliptique.

## Compléments